# Саарбрюкен (аеропорт)
Аеропорт Саарбрюкен ((IATA: SCN, ICAO: EDDR), нім. Flughafen Saarbrücken) — другорядний міжнародний аеропорт у Саарбрюкені, столиці німецької землі Саар. Рейси до великих міст по всій Німеччині, а також до деяких курортів.

## Авіалінії та напрямки
| Авіакомпанія             | Пункт призначення                                                                                  |
| ------------------------ | -------------------------------------------------------------------------------------------------- |
| Corendon Airlines Europe | Сезонний: Хургада (з 5 травня 2020)                                                                |
| DAT                      | Берлін-Тегель (з 1 січня 2020)                                                                     |
| Eurowings                | Сезонний: Пальма-де-Мальорка                                                                       |
| Luxair                   | Берлін-Тегель (завершення 31 грудня 2019), Гамбург, Люксембург                                     |
| SunExpress               | Анталія                                                                                            |
| TUI fly Deutschland      | Фуертевентура, Гран-Канарія, Тенерифе-Південний Сезонний: Іракліон, Кос, Пальма-де-Мальорка, Родос |

## Статистика

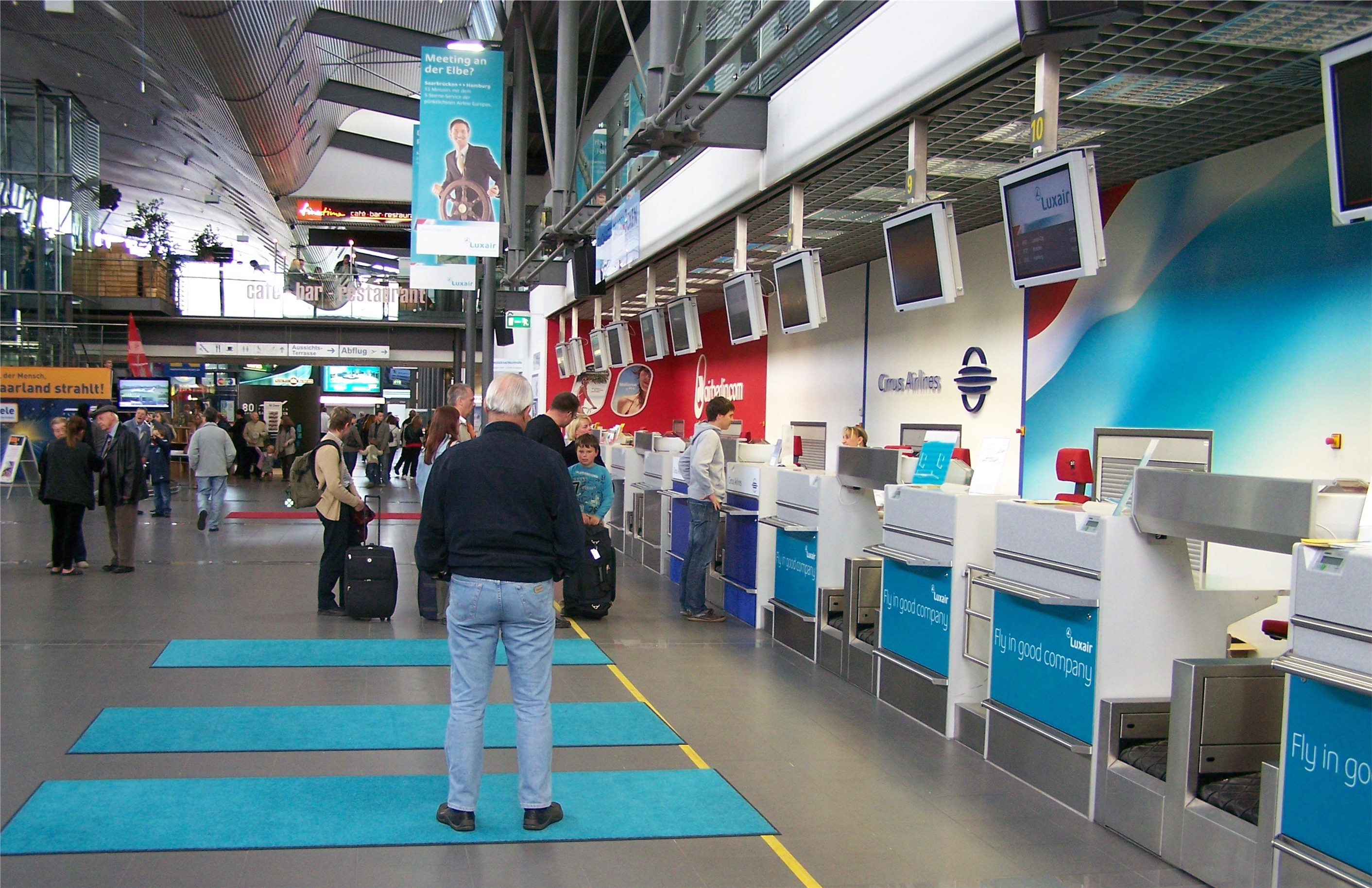
Check-in area

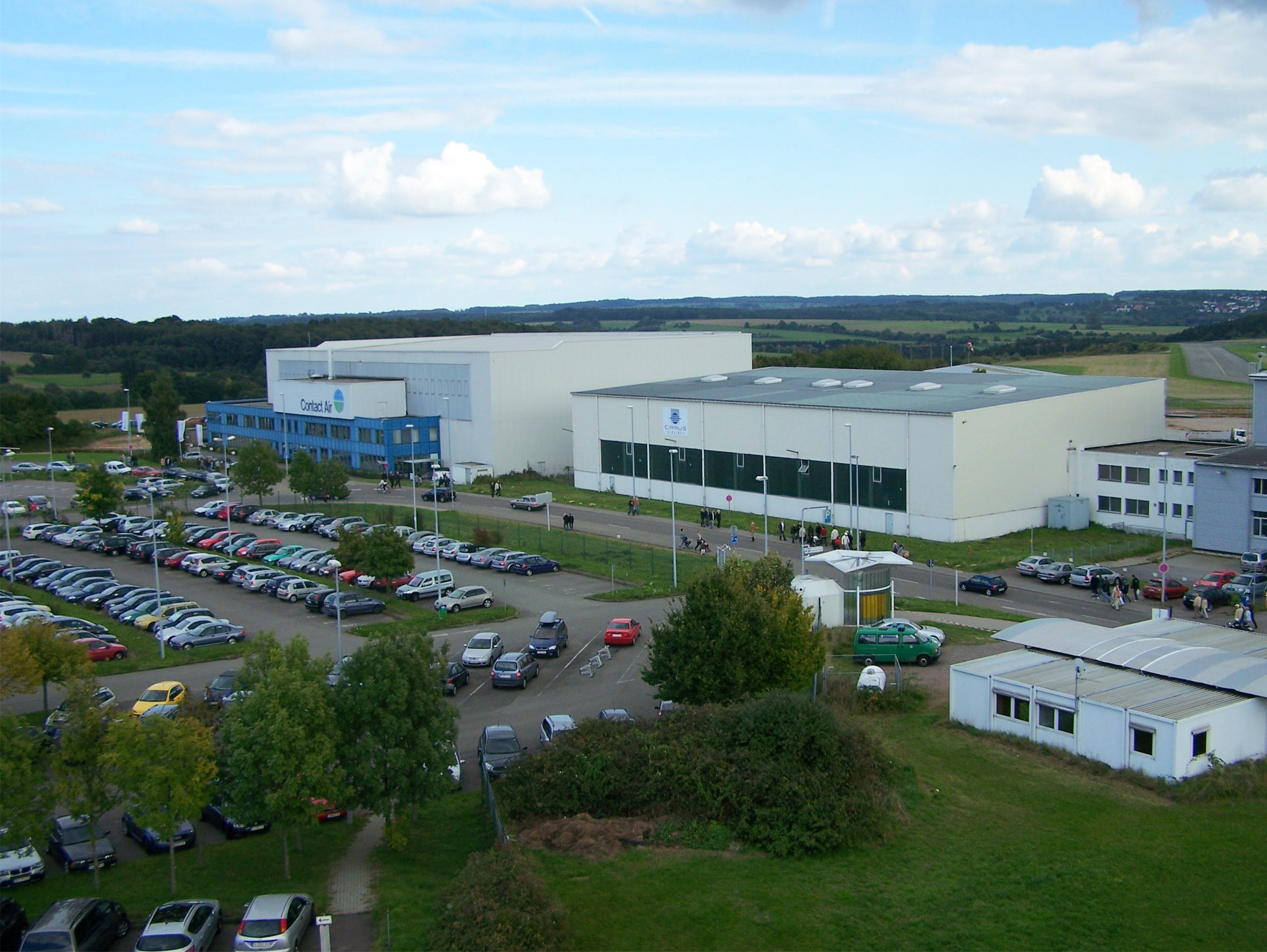
Maintenance facilities at Saarbrücken Airport

| 2000         | 482,595   |
| 2001         | ▼ 480,030 |
| 2002         | ▼ 461,299 |
| 2003         | ▼ 458,183 |
| 2004         | ▲ 459,853 |
| 2005         | ▲ 486,230 |
| 2006         | ▼ 420,221 |
| 2007         | ▼ 349,953 |
| 2008         | ▲ 518,283 |
| 2009         | ▼ 469,933 |
| 2010         | ▲ 491,299 |
| 2011         | ▼ 452,314 |
| 2012         | ▼ 425,429 |
| 2013         | ▼ 405,265 |
| 2014         | ▼ 353,011 |
| 2015         | ▲ 467,092 |
| 2016         | ▼ 427,566 |
| 2017         | ▼ 396,849 |
| Source: ADV. |           |